# Gare de Thionville
Gare de Thionville – stacja kolejowa w Thionville, w departamencie Mozela, w regionie Grand Est, we Francji. Jest ważną stacją węzłową. krzyżują się tu linie z Lille, Metz, Zoufftgen, Trewir i Béning. Została otwarta w 1854.
W 2007 z usług stacji skorzystało 2,43 mln pasażerów.